# Paola Quiroga
Carly Paola Quiroga García (Santa Cruz de la Sierra, Bolivia; 1985) es una reina de belleza, modelo e ingeniera boliviana. Fue la Miss Bolivia Hawaiian Tropic 2010.
Paola García nació el año 1985 en la ciudad de Santa Cruz de la Sierra. Hizo sus estudios primarios y secundarios saliendo bachiller el año  2002 en su ciudad natal. 
En el año 2006 es nombrada encargada de protocolo de invitados para la transmisión de mando.  En junio del 2006 es candidata como Asambleista a la constituyente Unidominal Suplente por la C 52. 
El 2006 trabajó en Consulado de la República Bolivariana de Venezuela en la ciudad de Santa Cruz.
El año 2007 trabajó en la embajada de la República Bolivariana de Venezuela agregada a los movimientos bolivarianos.  El 2008 participó en la 2.ª Cumbre de la Comunidad Sudamericana de Naciones, como apoyo por el Movimiento Juvenil Bolivariano de Bolivia. 
Se graduo como ingeniera comercial el año 2009. 
Del 2008 al 2011 trabajó en Ministerio de Presidencia de la República Bolivariana de Venezuela en la ciudad de Caracas.
En el 2010 participó como asistente personal en las elecciones de la candidata a Asambleista Departamental  de la Provincia Obispo Santisteban.
Participó en la cumbre Latinoamericana de la Juventud del G-77. Participó en la Cumbre Mundial de Mujeres del G-77. En octubre de 2014, Paola Quiroga, conformó una organización de modelos y misses denominada "Mujeres por Bolivia", en la cual dicha organización está afiliada al partido del Movimiento al Socialismo (MAS-IPSP) del presidente Evo Morales Ayma. En la organización también está compuesta por Yohana Vaca (Miss Bolivia Mundo 2011) y la Miss Santa Cruz 2008 Susana Vaca.En las Elecciones generales de Bolivia de 2014, Quiroga fue candidata al cargo de diputada plurinominal por el partido del Movimiento al Socialismo (MAS-IPSP) en el Departamento de Santa Cruz, pero sin éxito.
Participó en la parte Técnica y Logística de la 1.ª Cumbre Antiimperialista de jóvenes por la Soberanía de los Pueblos de Latinoamérica y el Caribe.
El año 2010, Paola Quiroga representó al país como Miss Bolivia Hawaiian Tropic 2010 en Misisipi, Estados Unidos.
Fue acusada en Brasil  en el Estado de Sao Paulo.La noticia se haría pública recién en febrero de 2019 (8 meses después) por denuncia de la diputada opositora al MAS Kathya Zambrana.